# 金红光
金红光（中国朝鲜语：／，1957年5月9日—），吉林长春人，朝鲜族，热物理科学家、中国科学院院士，中国科学院工程热物理研究所研究员、博士生导师、学术委员会主任，中国民主促进会第十四届中央委员会常务委员，第十三届全国人大代表。

## 生平
金红光1957年5月9日出生于吉林省长春市的一个朝鲜族家庭，父母都是医生，籍贯黑龙江哈尔滨市延寿县。金红光自小在当地使用朝鲜语授课的朝鲜族学校上学。他原本想像父母一样从医治病救人，但发现自己对物理学更感兴趣。在1978年文化大革命后的全国高考中，他克服语文困难考入东北电力学院（今东北电力大学）。
1982年7月，金红光从东北电力学院毕业后开始在中国科学院工程热物理研究所作助理研究员和研究员。1986年8月至1990年1月，他在中国科学院工程热物理研究所攻读硕士。获得硕士学位后，他作为联合国UNDP项目访问学者进入日本东京工业大学深造，后于1994年5月获博士学位。博士毕业后，他被留校任副教授。
1998年，金红光入选中国科学院百人计划，获国家杰出青年科学基金，成为973计划首席科学家。1999年2月，他从日本回国，在中国科学院工程热物理研究所担任研究员、室主任等职。2009年4月，他开始担任中国能源研究会常务理事，2004年1月开始先后出任中国工程热物理学会副理事长、理事长。此外，他还担任中国科学院工程热物理研究所学术委员会主任，中国科学技术协会第七届、八届全委会委员 。2017年12月当选中国民主促进会第十四届中央委员会常务委员。2018年2月24日，当选为第十三届全国人大代表。2023年3月，当选为第十四届全国人大社会建设委员会委员。

## 奖项与荣誉
- 中国科学院院士（2013年）[9]
- 何梁何利科学与技术进步奖 （2011年）[5]
- 国家自然科学二等奖（2009）[5][9]
- 国家杰出青年基金，国家973项目首席科学家（1999年）[10]

## 著作
- 金红光、郑丹星、徐建中编著：《分布式冷热电联产系统装置及应用》 北京：中国电力出版社 2010年2月，ISBN：978-7-5083-6747-7
- 金红光、林汝谋著：《能的综合梯级利用与燃气轮机总能系统》北京：科学出版社 2008年，ISBN：978-7-03-020366-3
- 林汝谋、金红光主编：《燃气轮机发电动力装置及应用》北京：中国电力出版社 2004年9月， ISBN：7-5083-2393-9

## 专利

### 第1作者
- 基于正逆循环耦合的复合式制冷系统及方法，2015年，专利号：201210270286.6
- 氨水吸收式制冷系统及其浓度主动调控方法，2015年, 专利号：201210247383.3
- 一种适于回收变温热源的功冷联供系统，2015年，专利号：201310541167.4
- 板槽结合的太阳能与火电站互补发电系统，2015年，专利号：201010520254.8
- 给水加热型光-煤互补电站的变工况主动调控系统及方法，2015年，专利号：201210015571.3
- 抛物槽式太阳能集热与化学热泵结合的复合发电系统，2015年，专利号：201310316366.5
- 一种槽式太阳能直接蒸汽集热管，2015年，专利号：201310275998.1
- 一种金属泡沫载体催化床太阳能吸收反应装，2015年，专利号：201210105341.6
- 一种抛物槽式太阳能集热装置，2016年，专利号：201210004069.2
- 一种二次聚光反射-透射型抛物槽式太阳能集热器，2017年，专利号：ZL201410747865.4
- 一种蜂窝状蓄热体式化学链燃烧反应器，2017年，专利号：ZL201510461136.

### 第2作者
- 集成双炉膛生物质锅炉的太阳能热发电系统，2018年，专利号：ZL201610479986.4
- 余热和电复合驱动的升温型热泵循环系统，2018年，专利号：ZL201610329198.7
- 一种线聚焦聚光光伏-光热全光谱梯级利用装置，2018年，专利号：ZL201611235209.1